# Himantolophus
Himantolophus Reinhardt, 1837 è l'unico genere di pesci abissali della famiglia Himantolophidae, dell'ordine Lophiiformes.

## Distribuzione e habitat
Sono presenti in tutti gli oceani (ma assenti nel mar Mediterraneo), dove vivono nel piano abissale.

## Descrizione
Le femmine di questi Lofiformi presentano un caratteristico corpo globoso, breve e tozzo, con muso molto corto e mandibola sporgente e pelle cosparsa da tubercoli ossei spinosi. L'illicio è breve e robusto, con l'esca di forma variabile. Il dimorfismo sessuale è estremo: i maschi, decisamente più piccoli delle femmine e morfologicamente diversi, non sono parassiti come accade in altre famiglie di Lophiiformes abissali, hanno la pelle coperta di spinule ossee, occhi di taglia media e grandi organi olfattivi con narici dirette lateralmente. Le larve hanno corpo ancora più globoso rispetto agli adulti, con pelle rigonfia.
La lunghezza massima delle femmine è piuttosto varia, dai 4 cm di Himantolophus danae ai 40 cm di Himantolophus appelii; i maschi sono decisamente più piccoli.

## Specie
Il genere comprende 21 specie:
- Himantolophus albinares
- Himantolophus appelii
- Himantolophus azurlucens
- Himantolophus borealis
- Himantolophus brevirostris
- Himantolophus compressus
- Himantolophus cornifer
- Himantolophus crinitus
- Himantolophus danae
- Himantolophus groenlandicus
- Himantolophus litoceras
- Himantolophus macroceras
- Himantolophus macroceratoides
- Himantolophus mauli
- Himantolophus melanolophus
- Himantolophus multifurcatus
- Himantolophus nigricornis
- Himantolophus paucifilosus
- Himantolophus pseudalbinares
- Himantolophus sagamius
- Himantolophus stewarti